# Dakota Lohan
Dakota Wyatt Lohan (* 16. Juli 1996 in New York City) ist ein US-amerikanisches Model. Bekannt geworden ist er vor allem durch seine Schwester Lindsay Lohan.

## Leben
Dakota ist das vierte Kind von Dina (Analystin und Managerin) und Michael Lohan (Börsenmakler). Er wuchs mit seinen Geschwistern Michael, Lindsay und Aliana in New York City auf. 
Er startete Ende 2017 seine Karriere als Model und wurde vor allem aufgrund der Verwandtschaft zu seiner berühmten Schwester Lindsay bekannt. Die Agentur IMG Models erkannte das Potenzial und nahmen Dakota unter Vertrag.

## Filmografie (Auswahl)
- 2024: Irish Wish
- 2025: Freakier Friday